# Seoritsu Farra
I Seoritsu Farra sono una struttura geologica della superficie di Venere.